# Cwetanka Christowa
Cwetanka Pawłowa Christowa (bułg. Цветанка Павлова Христова; ur. 14 marca 1962 w Kazanłyku, zm. 14 listopada 2008 tamże) – bułgarska lekkoatletka, która specjalizowała się w rzucie dyskiem.
Międzynarodową karierę zaczęła od zdobycia brązowego medalu mistrzostw Europy juniorów. Trzykrotna uczestniczka igrzysk olimpijskich – w Seulu w 1988 (brązowy medal), Barcelonie w 1992 (srebrny medal) oraz Atenach w 2004 (odpadła w eliminacjach). Dwukrotna medalistka mistrzostw świata – w Rzymie w 1987 (srebro) oraz Tokio w 1991 (złoto). W 1982 roku została mistrzynią Europy, a cztery lata później – w 1986 – była wicemistrzynią Starego Kontynentu. W 1985 zdobyła srebro, a w 1987 złoto uniwersjady. W 1986 była najlepszą dyskobolką, a trzecią lekkoatletką w punktacji Cyklu Grand Prix. W 1993 została zdyskwalifikowana po wykryciu w jej organizmie sterydów. Po upływie okresu karencji wróciła do sportu i ostatecznie w 2004 ponownie wystartowała w igrzyskach olimpijskich. W kolejnych latach reprezentowała Bułgarię m.in. w pucharze Europy. Jedenaście razy sięgała po złoto mistrzostw Bułgarii (1985, 1986, 1987, 1988, 1991, 1997, 2001, 2004, 2005, 2006). Planowała wystartować w igrzyskach olimpijskich w Pekinie (2008), jednak nie udało jej się uzyskać minimum z powodu pogarszającego się stanu zdrowia. Zmarła w wieku 46 lat na nowotwór złośliwy. Jej wynik – 67,96 – który uzyskała podczas uniwersjady w Zagrzebiu (1987) jest do dziś rekordem tej imprezy. Rekord życiowy Christowej to 73,22 (19 kwietnia 1987, Kazanłyk). Rezultat ten jest rekordem Bułgarii oraz siódmym wynikiem w historii światowej lekkoatletyki. Od 2009 w Sofii odbywają się zawody dla juniorów młodszych o memoriał Cwetanki Christowej.

## Osiągnięcia
| Rok  | Zawody                      | Miasto    | Lokata            | Rezultat |
| ---- | --------------------------- | --------- | ----------------- | -------- |
| 1978 | Zawody przyjaźni            | Bukareszt | 3. miejsce        | 47,72    |
| 1979 | Mistrzostwa Europy juniorów | Bydgoszcz | 3. miejsce        | 54,76    |
| 1982 | Mistrzostwa Europy          | Ateny     | 1. miejsce        | 68,34    |
| 1983 | Mistrzostwa świata          | Helsinki  | 4. miejsce        | 65,62    |
| 1984 | Przyjaźń-84                 | Praga     | 7. miejsce        | 66,06    |
| 1985 | Finał A pucharu Europy      | Moskwa    | 3. miejsce        | 62,92    |
| 1985 | Uniwersjada                 | Kobe      | 2. miejsce        | 65,30    |
| 1986 | Mistrzostwa Europy          | Stuttgart | 2. miejsce        | 69,52    |
| 1986 | Finał Grand Prix IAAF       | Rzym      | 1. miejsce        | 68,90    |
| 1987 | Finał A pucharu Europy      | Praga     | 2. miejsce        | 68,26    |
| 1987 | Uniwersjada                 | Zagrzeb   | 1. miejsce        | 67,96    |
| 1987 | Mistrzostwa świata          | Rzym      | 3. miejsce        | 68,62    |
| 1988 | Igrzyska olimpijskie        | Seul      | 3. miejsce        | 69,74    |
| 1989 | Finał A pucharu Europy      | Gateshead | 2. miejsce        | 62,26    |
| 1990 | Mistrzostwa Europy          | Split     | 10. miejsce       | 56,30    |
| 1991 | Mistrzostwa świata          | Tokio     | 1. miejsce        | 71,02    |
| 1992 | Igrzyska olimpijskie        | Barcelona | 2. miejsce        | 67,78    |
| 1997 | Mistrzostwa świata          | Ateny     | el. – 23. miejsce | 53,64    |
| 2004 | Igrzyska Olimpijskie        | Ateny     | el. – 41. miejsce | 43,25    |
| 2005 | I liga pucharu Europy       | Leiria    | 5. miejsce        | 53,80    |
| 2006 | I liga pucharu Europy       | Saloniki  | 2. miejsce        | 53,19    |